# Valašské Meziříčí (stacja kolejowa)
Valašské Meziříčí – stacja kolejowa w Valašské Meziříčí, w kraju zlińskim, w Czechach. Jest ważną stacją węzłową. Znajduje się na wysokości 295 m n.p.m.
Na stacji istnieje możliwość zakupu biletów na wszystkiego rodzaju pociągi oraz rezerwacji miejsc. 